# Novo Itacolomi
Novo Itacolomi is een gemeente in de Braziliaanse deelstaat Paraná. De gemeente telt 2.808 inwoners (schatting 2009).

## Aangrenzende gemeenten
De gemeente grenst aan Apucarana, Borrazópolis, Cambira, Kaloré, Marumbi en Rio Bom.